# Concert Allegro
L'Concert Allegro Op. 46 di Sir Edward Elgar è un brano musicale per pianoforte solista, che richiede circa 10 minuti essere eseguito. È l'unica opera pianistica che Sir Elgar scrisse, ideata  per l'esecuzione in un concerto. È in chiave di do maggiore e fu scritto nel 1901, su richiesta della pianista Fanny Davies.

## Storia della composizione
Elgar non era un grande amante del pianoforte ed era impegnato a organizzare la prima esibizione del suo oratorio Il sogno di Geronte a Düsseldorf. Scrisse il pezzo con riluttanza, solo dopo essere stato implorato costantemente dalla Davies per un nuovo pezzo per il suo repertorio. Quando iniziò a lavorarci, tuttavia, lo scrisse rapidamente e in effetti mostra alcune evidenze di una composizione frettolosa. Elgar si consultò con Fanny Davies durante la stesura del lavoro e lei formulò una serie di suggerimenti per miglioramenti, firmando le sue annotazioni "Umilmente, F.D."

## Accoglienza
Elgar dedicò l'Allegro a Fanny Davies e lei tenne la prima esecuzione alla St James's Hall di Londra, il 2 dicembre 1901, in un concerto chiamato "Purcell to Elgar". Il critico del Times lo descrisse come "un matrimonio tra Bach e Liszt". (Questo commento fu anche attribuito al direttore Hans Richter.) La prima esecuzione fu descritta come "poco convincente e dubbia" e uno scrittore affermò che la Davies aveva "ferito a morte" l'opera.
Alla luce di queste critiche alla interpretazione della Davies ed al lavoro stesso, Elgar decise di rivederlo e accorciarlo eliminando alcune delle ripetizioni. Accarezzò anche l'idea di convertirlo in un concerto per pianoforte (modificò persino la pagina del titolo da "Concerto [senza orchestra]" a "Pianoforte e orchestra"), ma questo fu mai realizzato. Il suo successivo lavoro su un concerto per pianoforte, iniziato nel 1913, lasciato incompiuto alla sua morte ed ora completato da altre mani come Op. 90, era basato su materiale estraneo a Elgar.

## Il manoscritto
Nel frattempo Fanny Davies eseguì la versione originale una manciata di altre volte fino al 1906. Elgar lavorò su una revisione, senza mai completarla, e poi lo spartito scomparve. Potrebbe anche averlo dato via, non intendendo più lavorare sul pezzo (aveva tentato di pubblicarlo ma Novello rifiutò). Il critico musicale del Times nel 1942 dichiarò di aver visto una copia grezza dello spartito. Qualche tempo prima del 1942, al compositore e direttore d'orchestra Anthony Bernard fu chiesto di arrangiare il pezzo per pianoforte e orchestra, ma decise di non farlo. Lo studio di Bernard fu bombardato durante la seconda guerra mondiale e molti dei suoi documenti furono distrutti e si presumeva che lo spartito del Concert Allegro avesse subito quel destino. Dopo la morte di Bernard nel 1963, tuttavia, la sua vedova trovò il manoscritto tra le sue carte.
Conteneva molte cancellazioni, alcune aggiunte e un mucchio di correzioni. Una versione eseguibile è stata realizzata da John Ogdon e Diana McVeigh. Ogdon diede la prima rappresentazione moderna dell'opera, alla televisione britannica il 2 febbraio 1969. Ogdon ha anche registrato il lavoro e l'ha incluso successivamente nel suo repertorio di concerti. Questa versione è stata ora registrata da numerosi altri pianisti.
La partitura originale, con tutte le ripetizioni che Elgar aveva ritenuto opportune, è stata realizzata ed eseguita da David Owen Norris.
È stato anche arrangiato come pezzo per pianoforte e orchestra da Iain Farrington.
C'è un po' di confusione sul numero di opus per il Concert Allegro. Appare nelle fonti di riferimento come "Op. 41" o "Op. 46". Elgar scrisse "Op. 41" sulla partitura autografa. A quel tempo stava riservando l'Op. 46 per un'ouverture da concerto che si sarebbe dovuto chiamare Falstaff. Questo lavoro non vide la luce del giorno in quella forma, ma divenne lo studio sinfonico Falstaff nel 1913. Tuttavia, quel lavoro fu pubblicato come op. 68. Nel frattempo aveva assegnato l'op. 41 a due canzoni con parole di A. C. Benson. Sebbene non sia mai stato pubblicato nella vita di Elgar, al Concert Allegro fu assegnato il numero d'opera 46.